# 1981-es Formula–1 osztrák nagydíj
Az osztrák nagydíj volt az 1981-es Formula–1 világbajnokság tizenegyedik futama.

## Futam
| Helyezés | #  | Versenyző          | Csapat/Motor  | Körök | Idő/Kiesés oka | Rajthely | Pontszám |
| -------- | -- | ------------------ | ------------- | ----- | -------------- | -------- | -------- |
| 1        | 26 | Jacques Laffite    | Ligier-Matra  | 53    | 1:27:36,47     | 4        | 9        |
| 2        | 16 | René Arnoux        | Renault       | 53    | + 5,17         | 1        | 6        |
| 3        | 5  | Nelson Piquet      | Brabham-Ford  | 53    | + 7,34         | 7        | 4        |
| 4        | 1  | Alan Jones         | Williams-Ford | 53    | + 12,04        | 6        | 3        |
| 5        | 2  | Carlos Reutemann   | Williams-Ford | 53    | + 31,85        | 5        | 2        |
| 6        | 7  | John Watson        | McLaren-Ford  | 53    | + 1:31,14      | 12       | 1        |
| 7        | 11 | Elio de Angelis    | Lotus-Ford    | 52    | +1 kör         | 9        |          |
| 8        | 8  | Andrea de Cesaris  | McLaren-Ford  | 52    | +1 kör         | 18       |          |
| 9        | 28 | Didier Pironi      | Ferrari       | 52    | +1 kör         | 8        |          |
| 10       | 32 | Jean-Pierre Jarier | Osella-Ford   | 51    | +2 kör         | 14       |          |
| 11       | 17 | Derek Daly         | March-Ford    | 47    | +6 kör         | 19       |          |
| Kiesett  | 22 | Mario Andretti     | Alfa Romeo    | 46    | Motorhiba      | 13       |          |
| Kiesett  | 9  | Slim Borgudd       | ATS-Ford      | 44    | Fékek          | 21       |          |
| Kiesett  | 29 | Riccardo Patrese   | Arrows-Ford   | 43    | Motorhhiba     | 10       |          |
| Kiesett  | 14 | Eliseo Salazar     | Ensign-Ford   | 43    | Olajnyomás     | 20       |          |
| Kiesett  | 4  | Michele Alboreto   | Tyrrell-Ford  | 40    | Váltó          | 22       |          |
| Kiesett  | 23 | Bruno Giacomelli   | Alfa Romeo    | 35    | Tűz            | 16       |          |
| Kiesett  | 6  | Héctor Rebaque     | Brabham-Ford  | 32    | Kuplung        | 15       |          |
| Kiesett  | 30 | Siegfried Stohr    | Arrows-Ford   | 27    | Túlmelegedés   | 24       |          |
| Kiesett  | 15 | Alain Prost        | Renault       | 26    | Felfüggesztés  | 2        |          |
| Kiesett  | 25 | Patrick Tambay     | Ligier-Matra  | 26    | Motorhiba      | 17       |          |
| Kiesett  | 12 | Nigel Mansell      | Lotus-Ford    | 23    | Motorhiba      | 11       |          |
| Kiesett  | 27 | Gilles Villeneuve  | Ferrari       | 11    | Baleset        | 3        |          |
| Kiesett  | 33 | Marc Surer         | Theodore-Ford | 0     | Elosztó        | 23       |          |
| NK       | 3  | Eddie Cheever      | Tyrrell-Ford  |       |                |          |          |
| NK       | 36 | Derek Warwick      | Toleman-Hart  |       |                |          |          |
| NK       | 35 | Brian Henton       | Toleman-Hart  |       |                |          |          |
| NK       | 31 | Beppe Gabbiani     | Osella-Ford   |       |                |          |          |

## A világbajnokság élmezőnyének állása a verseny után
| H  | Versenyzők        | Pont | H  | Konstruktőrök | Pont |
| -- | ----------------- | ---- | -- | ------------- | ---- |
| 1. | Carlos Reutemann  | 45   | 1. | Williams-Ford | 72   |
| 2. | Nelson Piquet     | 39   | 2. | Brabham-Ford  | 47   |
| 3. | Jacques Laffite   | 34   | 3. | Ligier-Matra  | 34   |
| 4. | Alan Jones        | 27   | 4. | Renault       | 30   |
| 5. | Gilles Villeneuve | 21   | 5. | Ferrari       | 28   |
| 6. | John Watson       | 21   | 6. | McLaren-Ford  | 22   |

## Statisztikák
Vezető helyen:
- Gilles Villeneuve: 1 (1)
- Alain Prost: 25 (2-26)
- René Arnoux: 12 (27-38)
- Jacques Laffite: 15 (39-53)

Jacques Laffite 5. győzelme, 5. leggyorsabb köre, René Arnoux 8. pole-pozíciója.
- Ligier 7. győzelme.